# Baldo Di Gregorio
Baldassare di Gregorio – detto Baldo – (Offenbach am Main, 22 gennaio 1984) è un allenatore di calcio ed ex calciatore tedesco con cittadinanza italiana.
Vanta 70 presenze e 4 reti in Zweite Bundesliga, campionato di secondo livello del calcio tedesco.

## Caratteristiche tecniche
Difensore centrale, può essere schierato anche come mediano.
Nel 2001 è stato inserito nella lista dei migliori calciatori stilata da Don Balón.

## Carriera

### Giocatore
Tra luglio e settembre del 2010 non gioca per una società calcistica: scaduto il contratto con il Rot Weiss Ahlen di Gregorio non trova una squadra e diviene svincolato. Anche tra il luglio e il dicembre del 2011, quando scade il contratto con l'Arminia Bielefeld non trova una società fino a quando il Gostaresh Foolad, squadra iraniana, lo acquista. Nel marzo del 2012 il Gotaresh lo svincola nuovamente. Nel mese di luglio dello stesso anno firma un contratto con l'Eintracht Trier, dove rimane un anno prima di tornare alla seconda squadra dell'Eintracht Francoforte.
Ha chiuso la carriera in Italia, giocando in serie D con l'Orlandina, di cui è stato capitano, ma che ha lasciato già nel mese di ottobre a causa delle difficoltà societarie e del mancato pagamento degli stipendi.

### Allenatore
Poche settimane dopo, il 9 gennaio 2015 Di Gregorio è stato assunto come allenatore-giocatore del Germania Schwanheim, militante nel girone centro della Fußball-Verbandsliga Hessen, dove ha preso il posto di Manfred Meyer, allontanato a causa degli scarsi risultati.
Nel mese di aprile la società gli ha rinnovato il contratto come allenatore per un'ulteriore stagione.